# Ixora pedionoma
Ixora pedionoma är en måreväxtart som beskrevs av Albert Charles Smith. Ixora pedionoma ingår i släktet Ixora och familjen måreväxter. Inga underarter finns listade i Catalogue of Life.